# Genere (linguistica)
     Nessun genere grammaticale
     Maschile e femminile
     Maschile, femminile, neutro
     Comune / neutro
     Animato / inanimato

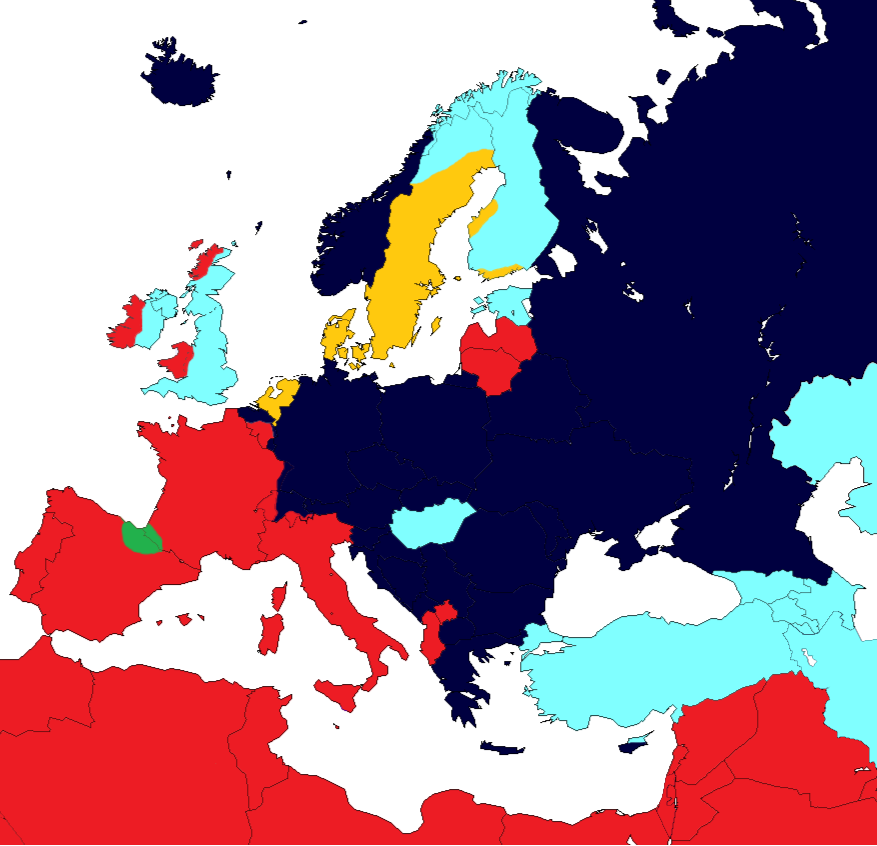
Il genere grammaticale nelle lingue dell'Europa e delle aree limitrofe:
Nessun genere grammaticale
Maschile e femminile
Maschile, femminile, neutro
Comune / neutro
Animato / inanimato (lingua basca)

Il genere, in linguistica, è una categoria grammaticale di classificazione dei sostantivi.

## Descrizione sinottica
Mediante il genere si collocano le parole in gruppi ai quali si applicano regole grammaticali diverse. Il numero dei generi è molto variabile nelle diverse lingue, potendo passare da più di un centinaio a due, senza contare gli idiomi in cui il genere è del tutto assente come il turco o l'inglese. Nelle lingue europee in cui il genere esiste la distinzione più frequente è quella fra due generi (per esempio nelle lingue romanze e in svedese) o tre (in latino, nelle lingue germaniche, in diverse lingue slave e in greco); in polacco i generi sono di fatto cinque e in inglese sono assenti se non per poche parole e per aspetti residuali di scarsa importanza. Nel caso di persone e animali, il genere corrisponde al sesso biologico (padre, madre, dottore, dottoressa, gatto, cat, gatta, she-cat), mentre nel caso di vegetali, oggetti, concetti, azioni, qualità e alcuni ruoli esso è puramente convenzionale (melo, quercia, sedia, ragione, salto, capriola, bontà, sentinella).
 “Sono di genere maschile i nomi di persone e di animali di sesso maschile” .
 “Sono di genere femminile i nomi di persone e di animali di sesso femminile” .
I generi grammaticali, chiamati anche classi nominali, costituiscono dunque classi di nomi che si riflettono nel comportamento delle parole associate; ogni nome deve appartenere a una delle classi e ce ne devono essere molto poche che appartengano a parecchie classi in una volta sola.

## Principi generali
Alcune lingue hanno un solo genere e trattano tutti i sostantivi nella stessa maniera da un punto di vista grammaticale. La maggior parte delle lingue indo-europee ha da uno a tre generi, tradizionalmente chiamati generi grammaticali o classi nominali. Alcune lingue caucasiche ne hanno da quattro a otto e la maggior parte delle lingue bantu ne ha da dieci a venti.
Il sistema delle classi nominali è sempre accompagnato da apposito gruppo di suffissi o prefissi che modificano determinate parole mostrando contemporaneamente il genere del nome alle quali si riferiscono. L'italiano per esempio utilizza un sistema di suffissi (per esempio la finale -o indica solitamente il genere maschile). Solamente aggettivi, articoli e pronomi vengono modificati in base al genere del nome a cui si riferiscono (mentre i verbi, salvo in casi specifici il participio passato, invece rimangono invariati dal punto di vista del genere). Invece in un tipico esempio dello swahili, una lingua bantu, il prefisso "ki-" (che determina i sostantivi singolari del genere numero 7) compare sia negli aggettivi (-kubwa) che nei verbi (-anguka), per esprimere la loro relazione alla parola di genere numero 7 kitabu, "libro":
kitabu kikubwa kinaanguka   (7-libro 7-grande 7-PRESENTE-cadere)   "Il grande libro cade"
Criteri comuni per distinguere i generi nominali includono:
- animato e inanimato
- razionale e non razionale (come in Ojibwe)
- umano e non umano
- maschile e altro
- umano maschile e altro
- maschile e femminile (come nelle lingue romanze, compreso l'italiano)
- maschile, femminile e neutro (come in latino, tedesco o nelle lingue slave).
- forte e debole
- aumentativo e diminutivo

In generale i confini delle classi nominali sono piuttosto arbitrari, sebbene ci siano regole più o meno precise in molte lingue. Le lingue algonchine distinguono tra genere animato e genere inanimato, per esempio, e la maggior parte delle lingue indo-europee distingue tra maschile, femminile e a volte neutro. In molte altre lingue, tuttavia, il maschile e il femminile sono sottintesi nella categoria di persona, o in generale o solo nel plurale, come nelle lingue caucasiche e in alcune lingue dravidiche.

## Famiglie linguistiche in ordine alfabetico

### Lingue algonchine
La lingua ojibwe e altri idiomi del gruppo linguistico delle lingue algonchine distinguono tra genere animato e inanimato, anche se alcune fonti sostengono che la distinzione sia tra cose potenti e cose che non lo sono, in quanto sia gli esseri viventi, sia le cose sacre, sia le cose connesse con la Terra sono considerate potenti e appartengono alla classe "animate". L'assegnamento è comunque arbitrario, dato che, per esempio, il "lampone" è considerato animato, mentre la "fragola" è inanimata.

### Lingue australiane aborigene
La lingua dyirbal è conosciuta per il suo sistema di quattro classi nominali, che tendono a essere divise secondo le linee semantiche seguenti:
- I — oggetti animati, uomini
- II — donne, acqua, fuoco, violenza
- III — frutta e verdura commestibili
- IV — misto (include tutte le cose che non sono classificabili nelle prime tre)

La classe etichettata solitamente come "femminile" include la parola per "fuoco" e i nomi collegati al fuoco, come anche le creature pericolose e i fenomeni naturali. Questo ha ispirato a George Lakoff il titolo del libro Donne, fuoco e cose pericolose.
La lingua ngangikurrunggurr ha generi per i canidi e le armi da caccia e la lingua anindilyakwa ha una classe nominale per le cose che riflettono la luce. La lingua diyari distingue solo tra femminile e tutto il resto. Forse il numero più alto di generi delle lingue australiane si trova nella lingua yanyuwa, che ha ben sedici classi nominali.

### Lingue caucasiche
Tra le lingue caucasiche, le classi nominali si trovano in alcune lingue caucasiche settentrionali. Nella famiglia caucasica nord-orientale solo il lezghiano, l'udi e l'agul non hanno genere. Alcune lingue hanno due generi, mentre altre, come il bats, ne hanno otto. Il sistema più diffuso, tuttavia, ha quattro generi: maschile, femminile, animato e misto. L'andi ha un genere riservato agli insetti.
Tra le lingue caucasiche nord-occidentali l'abcaso mostra una distinzione tra umano maschile e umano femminile/non umano. L'ubykh mostra inflessioni sulla stessa linea, ma solo in alcune situazioni, e in alcune di queste l'inflessione per la classe nominale è addirittura non obbligatoria.
In tutte le lingue caucasiche che manifestano generi grammaticali non è il sostantivo stesso a essere marcato, ma piuttosto i verbi dipendenti, gli aggettivi, i pronomi e le preposizioni.

### Lingue indo-europee
Nelle lingue indo-europee i generi includono generalmente il femminile, il maschile e il neutro. Il latino li ha tutti e tre, ma in molte delle lingue derivate, come nell'italiano, nel francese e nello spagnolo, il genere neutro è praticamente scomparso (generalmente assorbito dal maschile), anche se alcune parole francesi, come "cela", sono considerate da alcuni grammatici di genere neutro. In italiano vestigia del neutro le ritroviamo solo in alcuni nomi sovrabbondanti: uovo, uova; braccio, braccia; dito, dita, maschili al singolare e femminili al plurale. In spagnolo esiste un neutro singolare i cui soli nomi sono aggettivi usati come nomi astratti (p.e. "lo único" =l´unico; "lo mismo" = lo stesso). In altre lingue il maschile e il femminile si sono fusi in unico genere, detto "comune" mantenendo separato il genere neutro, come per esempio nel danese o nell'olandese. L'inglese differenzia il genere solo nei pronomi di terza persona singolare, dove il "maschile" (he) viene usato per gli umani maschi, il "femminile" (she) per gli umani di sesso femminile e il "neutro" (it) per animali e oggetti inanimati, anche se spesso si usa colloquialmente la forma maschile o femminile con gli animali o il femminile quando certe "cose" vengono personificate (in particolare mezzi di trasporto e nazioni). Altre lingue potrebbero raggruppare i generi in maniera diversa: il ceco e il russo dividono il genere maschile in animato e inanimato. Le costruzioni spagnole per il complemento oggetto sono diverse a seconda che si tratti di esseri umani o di oggetti, anche se la grammatica latina tradizionale non la considera una classificazione nominale. Si pensa che il nostratico, una protolingua teorica che avrebbe dato origine alle lingue indo-europee e ad altre famiglie linguistiche, avesse come generi grammaticali umano, animale e oggetto.
Nei nomi comuni il genere grammaticale è solitamente collegato al sesso in maniera marginale. Per esempio in spagnolo la parola hijo (figlio) è maschile e hija (figlia) è femminile, come ci si potrebbe aspettare. Questo è chiamato genere naturale, o a volte genere logico. In altri casi ci sono modi elaborati (e per la maggior parte incompleti) di determinare il genere di una parola. Per esempio in tedesco i nomi che terminano in -ung (che corrispondono allo -ing dell´inglese) sono femminili, mentre i nomi delle marche automobilistiche sono maschili. Parole con le desinenze diminutive -lein e -chen sono neutre, come anche di conseguenza i generi grammaticali di Mädchen (ragazza), Fräulein (signorina) e Brüderchen (fratellino). In alcuni dialetti locali della Germania tutti i nomi per persone di sesso femminile sono stati trasformati in genere neutro, mentre il genere femminile rimane per alcune parole che definiscono oggetti. Tutto questo è ancora arbitrario e cambia a seconda delle culture. Gli antichi romani credevano che il sole fosse maschile e la luna femminile (come in francese, spagnolo e italiano), ma in tedesco (e nelle altre lingue germaniche), è il contrario. Chi apprende una lingua deve quindi considerare il genere come parte del nome e quindi memorizzarlo in maniera corretta in concordanza con l'uso della lingua. Una raccomandazione frequente è quella di memorizzare l'articolo definito e il nome come un unicum.
In quelle lingue indo-europee che assegnano a ogni nome un genere grammaticale, i generi spesso corrispondono grosso modo alle declinazioni che regolano il modo in cui i nomi vengono flessi. In latino, per esempio, quasi tutti i nomi che terminano per -a della prima declinazione sono femminili, eccezion fatta per una manciata di nomi che identificano ruoli tipicamente maschili come nauta (marinaio) o agricola (contadino). Allo stesso modo quasi tutti i nomi della radice nominale in -o della seconda declinazione che escono in -us al nominativo sono maschili, quelli che terminano per -um sono neutri. I toponimi e i nomi degli alberi sono tuttavia normalmente femminili, indipendentemente dalla declinazione e dalla terminazione. La maggior parte delle lingue indo-europee che hanno mantenuto i sistemi di declinazione hanno regole simili.

### Lingue niger-kordofaniane

#### Lingue bantu
Secondo Carl Meinhof le lingue bantu hanno un numero totale di ventidue classi nominali. Mentre nessuna di queste lingue le esprime tutte, tutte hanno almeno dieci classi nominali. Per esempio, secondo la numerazione di Meinhof, lo swahili ha quindici classi e il sesotho ne ha diciotto. Tuttavia il sistema di numerazione di Meinhof include i numeri del singolare e del plurale dello stesso nome come appartenenti a classi separate (vedi il Sesotho, per esempio). Questa tesi è inconsistente per il modo in cui le altre lingue sono tradizionalmente considerate, dove il numero è ortogonale al genere (un'analisi secondo lo stile di Meinhof darebbe al greco antico ben nove generi!). Se si segue la tradizione linguistica più ampia e si contano il singolare e il plurale dello stesso nome come appartenenti alla stessa classe, allora lo Swahili avrà otto o nove generi e il Sesotho undici.
Spesso alcune classi nominali sono riservate agli esseri umani. La lingua dei Fulani ha un genere riservato ai liquidi. Secondo Steven Pinker, la lingua kivunjo ha sedici generi incluse le classi per collocazioni precise e per luoghi generali, classi per singole unità o coppie di oggetti e classi per gli oggetti che appaiono in coppie o singole unità e classi per le qualità astratte.

#### Zande
La lingua zande distingue quattro generi:
| Criterio        | Esempio | Traduzione |
| --------------- | ------- | ---------- |
| umano maschile  | kumba   | uomo       |
| umano femminile | dia     | moglie     |
| animato         | nya     | bestia     |
| altro           | bambu   | casa       |

Ci sono circa 80 nomi inanimati che hanno il genere animato, compresi i nomi che indicano oggetti celesti (luna, arcobaleno), oggetti metallici (martello, anello), piante commestibili (patata dolce, pisello) e oggetti non metallici (fischio, palla). Molte di queste eccezioni hanno una forma rotonda e alcune possono essere spiegate a seconda del ruolo che giocano nella mitologia zande.

### Altro
L'Alambak, una lingua del gruppo Sepik Hill parlato in Papua Nuova Guinea, ha un genere "maschile", che include maschi e cose che sono alte o lunghe e magre, o sottili come i pesci, i coccodrilli, i serpenti lunghi, le frecce, le lance e alti alberi dal fusto stretto, e un genere "femminile" che include femmine e cose basse, rannicchiate o aperte, come le tartarughe, le rane, le case, gli scudi da combattimento e gli alberi che sono tipicamente più rotondi e rannicchiati di altri.

## Lingue senza genere grammaticale sul nome
Queste lingue possono essere divise in due sottotipi. Il primo tipo distingue ancora il genere, ma la distinzione è fatta sui modificatori (aggettivi, ecc.), sui pronomi e forse anche sui verbi, ma non sul nome. Il tedesco appartiene a questa categoria, dato che la maggior parte dei nomi non dà alcun indizio sulla forma dell'articolo, del determinante e dell'aggettivo da usare. Il giapponese e il cinese potrebbero appartenere a questa categoria: hanno un elaborato sistema di contatori che classifica i nomi in tipi basati sulla forma e funzione, ma sono solo usati con modificatori contatori. Tuttavia, in queste due lingue, le classi nominali non sono generalmente distinte in altri contesti e molti se non la maggior parte dei linguisti le considererebbero completamente senza genere.
Al secondo tipo appartengono quelle lingue che, come l'inglese, non hanno concetto di genere grammaticale, così la forma dei modificatori usati con i nomi e i verbi non cambia a seconda del genere: la parola boy è ovviamente riferita a un essere umano di sesso maschile, così come girl a un essere umano di sesso femminile, ma l'aggettivo tall, se riferito a uno qualsiasi dei due nomi, non cambia per adattarsi al genere naturale che il nome esprime.
Il gallese è inusuale nel senso che non si conforma in maniera pulita a queste limitazioni. In generale la distinzione del genere è andata perduta, sia nei nomi che negli aggettivi. Tuttavia ha una caratteristica inusuale, quella della mutazione iniziale, in cui la prima consonante diventa un'altra in alcuni posti. In gallese il genere può determinare la mutazione, specialmente la mutazione debole. Per esempio la parola merch significa figlia o ragazza. Tuttavia la ragazza è y ferch. Questo accade soltanto con i nomi femminili, i nomi maschili rimangono immutati dopo l'articolo definito (per esempio mab — "figlio", y mab — "il figlio"). Il genere inoltre colpisce gli aggettivi seguenti in maniera simile, per esempio "la ragazza grande" è y ferch fawr, ma "il figlio grande" è y mab mawr.
Tuttavia, come in inglese, anche se una lingua non ha concetto di genere nel sistema nominale, i pronomi personali spesso hanno forme diverse basate sul genere naturale. Questo non è lo stesso concetto del genere grammaticale. I pronomi con genere cambiano considerabilmente attraverso le lingue: ci sono lingue che hanno diversi pronomi alla terza persona solo per differenziare tra esseri umani e oggetti inanimati, come il finlandese.
Altre lingue, come il giapponese, hanno una vasta gamma di pronomi personali per descrivere come le referenze sono collegate con il parlante.
Si dovrebbe enfatizzare che le lingue che non hanno genere grammaticale possono avere una marca lessicale piuttosto persuasiva di genere naturale, che non dovrebbe essere confuso con il genere grammaticale. Un esempio di rilievo è il suffisso -in dell´esperanto, che può essere usato per cambiare, per esempio, patro "padre" in patrino, "madre". Questo suffisso particolare è estremamente produttivo (non ci sono termini atomici per "madre" in esperanto), ma porta alcune persone a sostenere erroneamente che sia una marca di genere grammaticale più che lessicale.

## Lista di lingue che non usano generi grammaticali
- Lingua afrikaans
- Lingua armena
- Lingua basca
- Lingua bengalese
- Lingua buginese
- Lingua birmana
- Lingua cebuana
- Lingua cinese
- Lingua ch'ol
- Lingua coreana
- Lingua estone
- Lingua esperanto: l'esperanto distingue tre pronomi alla terza singolare per il maschile, femminile e neutro. Tutti i nomi comuni di persona sono originariamente maschili (patro: padre), e il femminile è formato attraverso il suffisso -ino (patrino: madre). Se questo costituisca distinzione di genere grammaticale è oggetto di controversia.
- Lingua finlandese: in realtà esistono dei prefissi o suffissi che specificano il sesso del soggetto se necessario. Per gli animali si usano uros- (per il maschile) e naaras- (per il femminile); per esempio uroskissa (gatto maschio) e naaraskissa (gatto femmina). Per gli uomini, si usa il suffisso -tar / -tär o il prefisso nais-; per esempio kuningas (re) e kuningatar (regina), o lääkäri (medico uomo) e naislääkäri (medico donna).
- Lingua georgiana
- Lingua giapponese
- Lingua hawaiiana
- Lingua ido: l'ido ha il suffisso maschile -ul e il suffisso femminile -in per gli esseri animati. Entrambi sono opzionali e devono essere usati solo se necessari per evitare ambiguità. Così kato: un gatto, katulo: un gatto maschio, katino: una gatta . Inoltre ci sono pronomi di terza persona singolare e plurale per tutti e tre i generi: maschile, femminile e neutro, oltre a pronomi senza genere.
- Lingua ilocana
- Lingua indonesiana
- Lingua inglese: l'inglese ha qualche traccia di un sistema di genere naturale nei pronomi di terza persona singolare, ma nessun genere grammaticale.
- Interlingua
- Lingua kannada
- Lingua khmer
- Lingua lao
- Lingua lojban
- Lingua malayalam
- Lingua malese
- Lingua malgascia
- Lingua makasar
- Lingua mandar
- Lingua nahuatl
- Lingua persiana
- Lingua pirahã
- Lingua quechua
- Lingua quenya
- Lingue sami
- Sindarin
- Lingua singalese
- Lingua tagalog
- Lingua telugu
- Lingua tlingit
- Lingua thailandese
- Lingua tok pisin
- Toki Pona
- Lingua tulu
- Lingua turca
- Lingua tzotzil
- Lingua tzeltal
- Lingua ungherese
- Lingua vietnamita
- Lingua yoruba
- Lingua yup'ik centrale

## Lista di lingue che usano generi grammaticali o classi nominali
- Lingua accadica
- Lingua albanese
- Lingua araba
- Lingua aramaica
- Lingua berbera
- Lingua bosniaca
- Lingua bulgara
- Lingua catalana
- Lingua ceca
- Lingua cornica
- Lingua croata
- Lingua danese
- Lingua dari
- lingua ebraica
- Lingua egizia
- Lingua faroese
- Lingua francese
- Lingua gaelica scozzese
- Lingua gallega
- Lingua gallese
- Lingua greca
- Lingua greca antica
- Lingua gujarati
- Lingua hindi
- Lingua irlandese
- Lingua islandese
- Lingua italiana
- Lingua klingon
- Lingua latina
- Lingua leonese
- Lingua lettone
- Lingua lituana
- Lingua macedone
- Lingua mannese
- Lingua marathi
- Lingua norvegese
- Lingua occitana
- Lingua olandese
- Lingua pashtu
- Lingua polacca
- Lingua portoghese
- Lingua prussiana antica
- Lingua punjabi
- Lingua romena
- Lingua russa
- Lingua sanscrita
- Lingua serba
- Lingua slovacca
- Lingua slovena
- Lingua soraba
- Lingua spagnola
- Lingua sumera
- Lingua svedese
- Lingua swahili
- Lingua tagica
- Lingua tedesca
- Lingua ucraina
- Lingua urdu
- Lingua yiddish

### Due generi o classi nominali

#### Maschile e femminile
- Lingua accadica
- Lingua araba
- Lingua aramaica
- Lingua bengalese
- Lingua berbera
- Lingua catalana
- Lingua ebraica
- Lingua egiziana antica
- Lingua francese
- Lingua gaelica scozzese
- Lingua galiziana
- Lingua gallese
- Lingua hindi
- Lingua irlandese
- Lingua italiana I cosiddetti nomi con genere mobile, cioè maschili al singolare e femminili al plurale (per esempio l'uovo/le uova), potrebbero essere considerati nomi di genere neutro (e infatti il rumeno li considera in questo modo), ma essendo in numero così esiguo (a differenza che in rumeno), vengono generalmente considerati delle eccezioni.
- Lingua lettone
- Lingua lituana
- Lingua occitana
- Lingua portoghese Da notare però la differenza tra todo, toda e tudo.
- Lingua punjabi
- Lingua sarda
- Lingua spagnola Lo spagnolo possiede però un articolo neutro (lo) (usato generalmente con aggettivi sostantivati che esprimono idee astratte) e un aggettivo/pronome dimostrativo neutro (esto).
- Lingua urdu

#### Comune e neutro
- Lingua basso-tedesca
- Lingua danese
- Lingua ittita
- Lingua norvegese (Riksmål)
- Lingua olandese
- Lingua svedese

#### Animato e inanimato
- Lingua sumera
- Molte lingue degli indiani d'America, come la lingua navajo.

### Tre generi grammaticali

#### Maschile, femminile, e neutro
- Lingua albanese (il neutro è quasi scomparso)
- Lingua bielorussa
- Lingua bosniaca
- Lingua bulgara
- Lingua croata
- Lingua ceca
- Lingua faroese
- Lingua greca
- Lingua greca antica
- Lingua gujarati
- Lingua islandese
- Lingua latina
- Lingua leonese
- Lingua marathi
- Lingua norvegese (Bokmål e Nynorsk)
- Lingua olandese (il maschile e il femminile si sono fusi)
- Lingua polacca
- Lingua prussiana antica
- Lingua romena
- Lingua russa
- Lingua sanscrita
- Lingua serba
- Lingua slovacca
- Lingua slovena
- Lingua soraba
- Lingua tedesca
- Lingua ucraina
- Lingua yiddish
- Lingua svedese (neologismo hen)

#### Tre generi, altre classificazioni
- Lingua klingon (essere con la facoltà di parlare, parte del corpo e altro)

### Più di tre generi grammaticali/classi nominali
- Lingua bats
- Lingua dyirbal
- Lingua swahili
- Lingua zulu
- tutte le lingue bantu
- alcune lingue slave, tra cui il russo il ceco e il polacco, fanno alcune distinzioni grammaticali tra animato e inanimato, ma solo nel genere maschile.

#### Più di tre classi nominali inclusi i contatori pronominali
- Lingua ainu
- Lingua cinese
- Lingua coreana
- Lingua giapponese
- Lingua thailandese